# Phronia unica
Phronia unica är en tvåvingeart som beskrevs av Dziedzicki 1889. Phronia unica ingår i släktet Phronia och familjen svampmyggor. Arten är reproducerande i Sverige. Inga underarter finns listade i Catalogue of Life.